# Jacques de Flesselles
Jacques de Flesselles (11. listopadu 1730 v Paříži - 14. července 1789 tamtéž) byl francouzský úředník (intendant v Normandii, Auvergne a Lyonu) a poslední pařížský purkmistr. Za Francouzské revoluce byl krátce po dobytí Bastily zabit výstřelem z pistole, poté sťat a jeho hlava nabodnuta na píku.

## Životopis
Jacques de Flesselles se v roce 1752 stal poradcem pařížského parlamentu, poté v roce 1755 správcem žalob a v roce 1761 předsedou velké rady.
Poté se v roce 1762 stal intendantem v Moulins v Bourbonnais a v roce 1765 v Rennes v Bretani. S vévodou z Aiguillon a hrabětem ze Saint-Florentin pronásledoval stoupence La Chalotais a byl odměněn jmenováním lyonským intendantem. Jiné zdroje vysvětlují, že musel Bretaň opustit poté, co se dostal do konfliktu s bretaňským parlamentem.
Dne 11. listopadu 1767 byl jmenován intendantem v Lyonu. V roce 1784 byl státním radou a v roce 1789 se stal pařížským purkmistrem.
Byl jmenován intendantem Lyonu. Prosazoval svobodu obchodu, zakládání továren, zlepšení zemědělství a přispěl k rozvoji lyonské veterinární školy.
Podporoval činnost Lyonské akademie. Zajímal se také o technické objevy. V letech 1783 a 1784 se v Lyonu konaly zkoušky parníků Jouffroye d’Abbans a balónu bratří Montgolfierů.
Během období Maupeouovy reformy (1771-1774) byl prezidentem nejvyšší rady v Lyonu.
Dne 21. dubna 1789 byl povolán, aby nahradil Louise Le Peletiera ve funkci pařížského purkmistra. Dne 27. května požádali voliči tří městských řádů o možnost zasedat na radnici a podílet se na správě města, což Jacques de Flesselles, podporovaný ministrem Jacquesem Neckerem, odmítl jako nezákonné. Dne 25. června byla tato žádost obnovena a pod tlakem veřejnosti Jacques de Flesselles povolil dvanácti z těchto voličů připojit se ke stávající obci. První sezení tohoto shromáždění se konalo dne 13. července. Předsedou byl zvolen Jacques de Flesselles. Pod tlakem davu musel akceptovat vytvoření buržoazní gardy a oznámil, že z Charleville dorazí 12.000 pušek k vyzbrojení vojska. K tomu ale nedošlo byl obviněn z toho, že před lidmi zatajil existenci pěti tisíc liber prachu objevených na lodi v přístavu Saint-Nicolas.
Dne 14. července, když začal útok na Bastilu, vyslal povstalecký výbor usazený v Palais-Royal delegáta na radnici. Jacques de Flesselles byl právě na odchodu z radnice, chystal se sejít ze schodů radnice, aby přešel přes náměstí Place de Grève, když ho neznámá osoba zastřelila a poté zmizela, aniž by byla zatčena.
Stejně jako Bernard-René de Launay, guvernér Bastily, byl poté sťat a jeho hlava, nabodnutá na konec píky, byla nošena ulicemi.